# Liste des députés européens d'Autriche de la 6e législature
Cet article présente l'ensemble des députés européens ayant siégé pour l'Autriche lors de la mandature 2004-2009.

## Les députés européens élus en 2004
| Nom                  | Liste                             | Groupe parlementaire européen |
| -------------------- | --------------------------------- | ----------------------------- |
| Maria Berger         | Parti social-démocrate d'Autriche | PSE                           |
| Herbert Bösch        | Parti social-démocrate d'Autriche | PSE                           |
| Harald Ettl          | Parti social-démocrate d'Autriche | PSE                           |
| Othmar Karas         | Parti populaire autrichien        | PPE-DE                        |
| Jörg Leichtfried     | Parti social-démocrate d'Autriche | PSE                           |
| Eva Lichtenberger    | Les Verts - L'alternative verte   | Verts/ALE                     |
| Hans-Peter Martin    | Liste Hans-Peter Martin           | NI                            |
| Andreas Mölzer       | Parti de la liberté d'Autriche    | NI                            |
| Christa Prets        | Parti social-démocrate d'Autriche | PSE                           |
| Reinhard Rack        | Parti populaire autrichien        | PPE-DE                        |
| Karin Resetarits     | Liste Hans-Peter Martin           | NI                            |
| Paul Rübig           | Parti populaire autrichien        | PPE-DE                        |
| Karin Scheele        | Parti social-démocrate d'Autriche | PSE                           |
| Agnes Schierhuber    | Parti populaire autrichien        | PPE-DE                        |
| Richard Seeber       | Parti populaire autrichien        | PPE-DE                        |
| Ursula Stenzel       | Parti populaire autrichien        | PPE-DE                        |
| Hannes Swoboda       | Parti social-démocrate d'Autriche | PSE                           |
| Johannes Voggenhuber | Les Verts - L'alternative verte   | Verts/ALE                     |

## Entrants/Sortants
| Entrant         | Parti | Groupe | En remplacement de | Date             | Motif                                                  |
| --------------- | ----- | ------ | ------------------ | ---------------- | ------------------------------------------------------ |
| Hubert Piker    | ÖVP   | PPE-DE | Ursula Stenzel     | 1er février 2006 |                                                        |
| Wolfgang Bulfon | SPÖ   | PSE    | Maria Berger       | 18 janvier 2007  | Nommée ministre de la santé du Gouvernement Gusenbauer |
| Maria Berger    | SPÖ   | PSE    | Karin Scheele      | 11 décembre 2008 | Nommée ministre de la santé en Basse-Autriche          |

## Changement d'affiliation
| Membre           | Parti                   | Parti         | Groupe | Groupe  | Date                   |
| Membre           | Ancien                  | Nouveau       | Ancien | Nouveau | Date                   |
| ---------------- | ----------------------- | ------------- | ------ | ------- | ---------------------- |
| Karin Resetarits | Liste Hans-Peter Martin | Forum libéral | NI     | ADLE    | 19 février/8 juin 2006 |